# Pieśń Anny
Pieśń Anny (znana także jako „Hymn Anny”, „Modlitwa Anny”, lub „Kantyk Anny”) – starotestamentowa pieśń dziękczynna Anny z Pierwszej Księgi Samuela. Anna dziękowała w tej pieśni modlitwą Bogu za narodziny syna, Samuela.

## Kontekst biblijny
Anna była żoną Elkany, który miał również drugą żonę, Peninnę. W przeciwieństwie do Penniny Anna pozostawała bezpłodna. Pomimo tego Elkana bardzo kochał Annę. Pennina zaś poniżała ją z powodu jej bezpłodności. W starożytnym Izraelu niepłodne kobiety były piętnowane społecznie. Podczas jednej z pielgrzymek do sanktuarium w Szilo, dokąd Elkana co roku udawał się razem z rodziną, Anna modliła się o dziecko płci męskiej, obiecując poświęcić je Bogu na służbę w Przybytku. Kapłan Heli, który pełnił w tym sanktuarium służbę wraz ze swoimi synami, myślał początkowo, że Anna jest pijana, ponieważ modliła się w ciszy, poruszając tylko ustami. Gdy Heli dowiedział się, że kobieta gorliwie się modli, pocieszył ją, mówiąc: „Idź w pokoju, a Bóg Izraela niech spełni prośbę, jaką do Niego zaniosłaś”. Prośba Anny została spełniona i wkrótce potem urodziła syna, któremu dała imię Samuel, co znaczy „Bóg wysłuchał”.

## Treść pieśni
| Tekst oryginalny | Przekład na j. polski |
| --- | --- |
| ותתפלל חנה ותאמר עלץ לבי ביהוה רמה קרני ביהוה רחב פי על אויבי כי שמחתי בישועתך אין קדוש כיהוה כי אין בלתך ואין צור כאלהינו אל תרבו תדברו גבהה גבהה יצא עתק מפיכם כי אל דעות יהוה ולא נתכנו עללות קשת גברים חתים ונכשלים אזרו חיל שבעים בלחם נשכרו ורעבים חדלו עד עקרה ילדה שבעה ורבת בנים אמללה יהוה ממית ומחיה מוריד שאול ויעל יהוה מוריש ומעשיר משפיל אף מרומם מקים מעפר דל מאשפת ירים אביון להושיב עם נדיבים וכסא כבוד ינחלם כי ליהוה מצקי ארץ וישת עליהם תבל רגלי חסידו ישמר ורשעים בחשך ידמו כי לא בכח יגבר איש יהוה יחתו מריבו עלו בשמים ירעם יהוה ידין אפסי ארץ ויתן עז למלכו וירם קרן משיחו | Anna modliła się mówiąc: Raduje się me serce w Panu, moc moja wzrasta dzięki Panu, rozwarły się me usta na wrogów moich, gdyż cieszyć się mogę Twoją pomocą. Nikt tak święty jak Pan, prócz Ciebie nie ma nikogo, nikt taką Skałą jak Bóg nasz. Nie mówcie więcej słów pełnych pychy, z ust waszych niech nie wychodzą słowa wyniosłe, bo Pan jest Bogiem wszechwiedzącym: On waży uczynki. Łuk mocarzy się łamie, a słabi przepasują się mocą, za chleb najmują się syci, a głodni [już] odpoczywają, niepłodna rodzi siedmioro, a wielodzietna więdnie. To Pan daje śmierć i życie, wtrąca do Szeolu i zeń wyprowadza. Pan uboży i wzbogaca, poniża i wywyższa. Z pyłu podnosi biedaka, z barłogu dźwiga nędzarza, by go wśród możnych posadzić, by dać mu tron zaszczytny. Do Pana należą filary ziemi: na nich świat położył. On ochrania stopy pobożnych. Występni zginą w ciemnościach, bo nie [swoją] siłą człowiek zwycięża. Pan wniwecz obraca opornych: przeciw nim grzmi na niebiosach. Pan osądza krańce ziemi, On daje potęgę królowi, wywyższa moc swego pomazańca 1 Sam 2:1–10 |

## Interpretacje i odniesienia

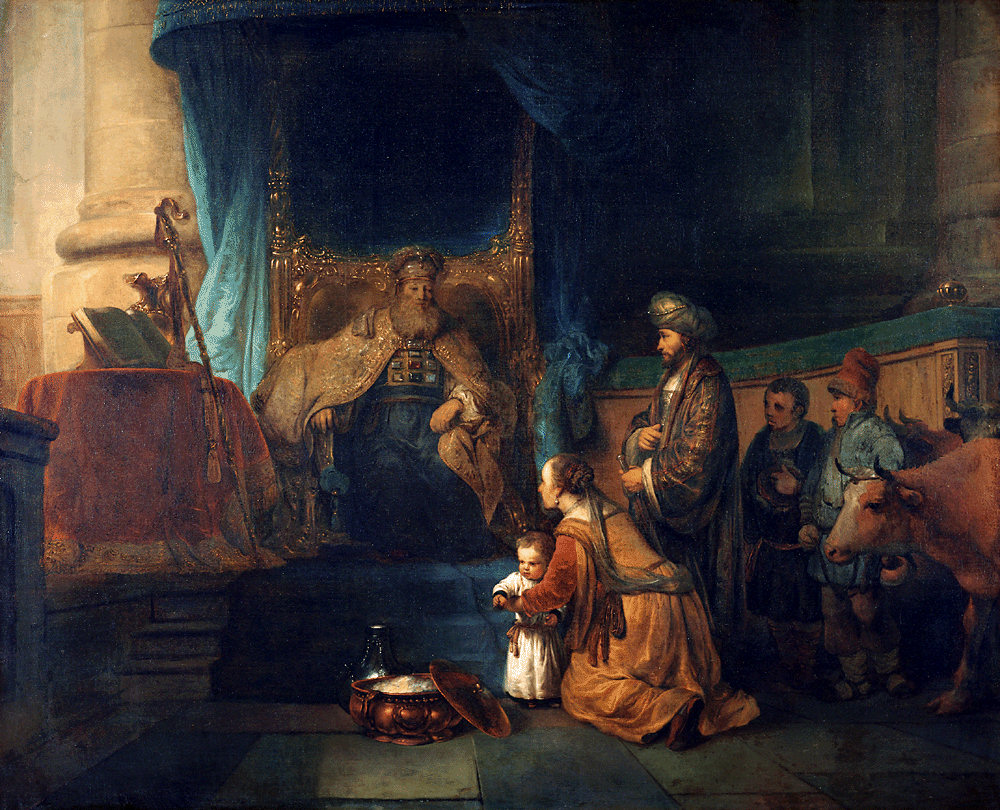
Gerbrand van den Eeckhout, Anna przedstawia swego syna Samuela kapłanowi Helemu (ok. 1665 r.)

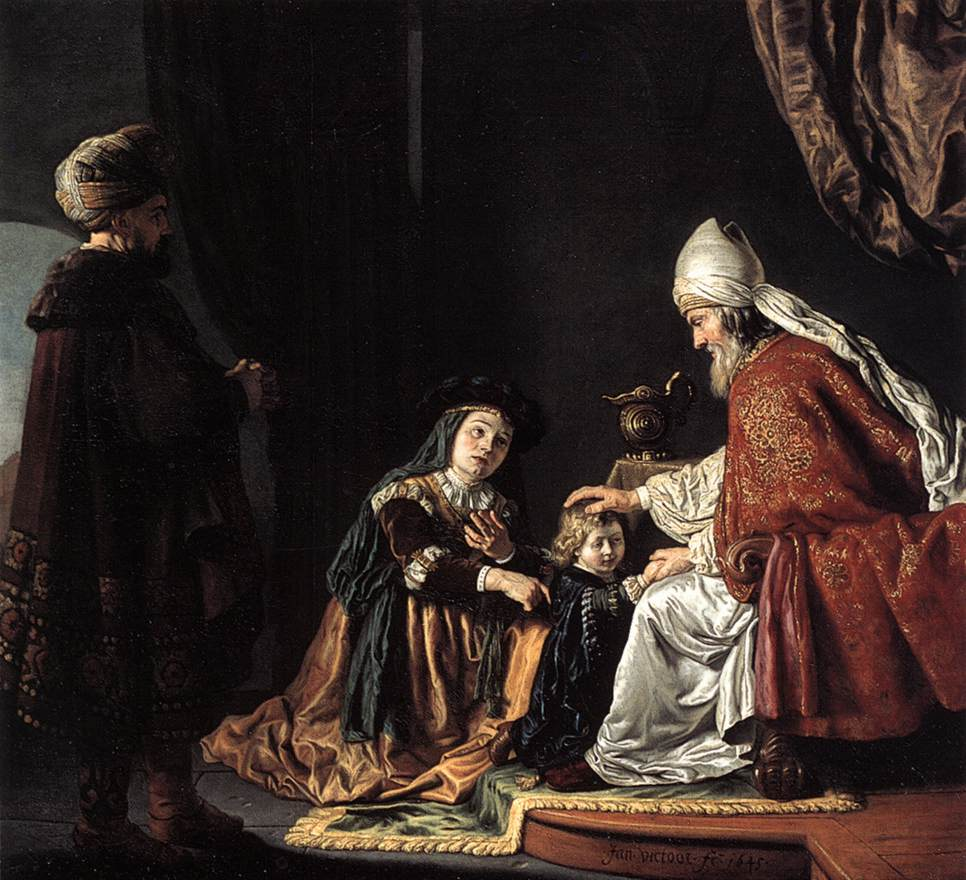
Anna przekazuje swego syna Samuela kapłanowi Helemu autorstwa Jana Victorsa z 1645 roku. Według źródeł biblijnych, Anna wyśpiewała swoją pieśń, gdy przedstawiła Samuela Helemu.

Według niektórych autorów klasycznej literatury rabinackiej pierwsza połowa poematu była proroctwem traktującym o późniejszej roli Samuela jako proroka, o prawnuku Anny, Asafie, muzyku ze Świątyni Jerozolimskiej, o Sennacherybie, który zniszczy królestwo Izraela, oraz o upadku Nabuchodonozora i końcu niewoli babilońskiej.
W judaizmie pieśń Anny jest uważana za wzór modlitwy i czytana jest w pierwszy dzień Rosz ha-Szana. Pieśń ma też wiele cech wspólnych z Magnificat Marii, matki Jezusa z Nowego Testamentu, który jest odśpiewywany przez wyznawców chrześcijaństwa. Niektórzy uczeni twierdzą, że Łukasz Ewangelista wykorzystał hymn Anny przy pisaniu Magnificatu. Badacz Charles Anang postrzega Annę jako „typ” maryjny. Obydwie kobiety za sprawą boskiej interwencji urodziły synów poświęconych Bogu. Amerykański, protestancki teolog Walter Brueggemann sugeruje, że pieśń Anny odnosi się do głównego tematu Księgi Samuela, czyli władzy i chęci ingerencji Jahwe w losy człowieka. Hymn Anny jest jednym z czternastu kantyków, które zawierają Ody oraz jednym z siedmiu kantyków Starego Testamentu w rzymskim brewiarzu. Jest on recytowany w czasie środowych jutrzni.